# Tom Sluby
Tom Griffin Sluby (Washington, 18 febbraio 1962) è un ex cestista e allenatore di pallacanestro statunitense, professionista nella NBA.

## Carriera
È stato selezionato dai Dallas Mavericks al secondo giro del Draft NBA 1984 (41ª scelta assoluta).

## Palmarès
- McDonald's All American (1980)